# Cañada del Chisme
Cañada del Chisme är en ort i Mexiko.   Den ligger i kommunen San Pablo Huitzo och delstaten Oaxaca, i den sydöstra delen av landet, 300 km sydost om huvudstaden Mexico City. Cañada del Chisme ligger 1 746 meter över havet och antalet invånare är 124.
Terrängen runt Cañada del Chisme är kuperad. Runt Cañada del Chisme är det ganska tätbefolkat, med 230 invånare per kvadratkilometer. Närmaste större samhälle är San Pablo Huitzo, 1,8 km sydväst om Cañada del Chisme. I omgivningarna runt Cañada del Chisme växer huvudsakligen savannskog.